# Микунь
Ми́кунь (коми Микунь) — город (с 1959 года) в Усть-Вымском районе Республики Коми Российской Федерации. Образует городское поселение «Микунь» и одноимённую станцию.

## География
Город расположен в юго-западной части Республики Коми в Усть-Вымском районе на железнодорожной линии Котлас — Воркута, с ответвлениями до Сыктывкара и Кослана. Расстояние до Сыктывкара 74 км по прямой, 96 км по железной дороге и около 110 км по автомобильной асфальтированной дороге.
Микунь находится между реками Чая, Дозморка (Глухариная), Дозморка (правый приток Шежамки), в 15 км от села Айкино (райцентр Усть-Вымского района).

## История
Город возник в период строительства Северной железной дороги в конце 1930-х (по данным А. Торопова, в 1937).
1940 г. — введена в строй электростанция.
1945 г. — при станции образовался посёлок.
10 октября 1947 г. — Президиум Верховного Совета Коми АССР принял указ об отнесении населённого пункта Микунь к категории рабочих посёлков. Президиум Верховного Совета РСФСР утвердил этот указ 12 мая 1948.
1947 г. — насчитывалось 1823 вольнонаёмных жителя, в том числе 1046 рабочих и 380 служащих; имелись завод домостроения, 2 мастерских ширпотреба, лесопункт, электростанция, школа-семилетка, железнодорожное ремесленное училище, медпункт, детский сад, детские ясли, 2 столовых, 3 пекарни, 3 магазина, 2 бани, управление 9-й дистанции пути ПЖД, 45 жилых зданий.
1948 г. — вступило в эксплуатацию железнодорожное депо, открылась средняя школа. При образовании Микуньского пс. в его состав вошли совхозы Микунь и Шежам, ж.-д. станция Шежам. Предполагалось тогда же включить в Микуньский поселковый совет железнодорожную станцию Чуб Железнодорожного поселкового совета, но это произошло позднее.
1956 г. — в Микуньский поселковый совет входили рабочий посёлок Микунь, посёлок совхоза Шежам, ж.-д. станции Шежам и Чуб.
Январь 1958 — январь 1961 гг. — с проведением от Микуни железных дорог в Сыктывкар и на Удору станция стала крупным железнодорожным узлом. Рос и рабочий посёлок. 23 марта 1959 году он был преобразован в город районного подчинения.
1960 г. — в Микуньский горсовет входят посёлок Шежам и ж.-д. станции Вежайка, Лесная, Певью, Шежам и Яренга, в 1968 — посёлки Чая и Шежам.
1992 г. — в Микуньский горсовет входит посёлок Шежам.

## Население
| 1959    | 1970    | 1979    | 1989    | 1996    | 1998    | 2000    | 2001    |
| ------- | ------- | ------- | ------- | ------- | ------- | ------- | ------- |
| 11 347  | ↘10 389 | ↗11 326 | ↗12 507 | ↘12 300 | ↘12 200 | →12 200 | →12 200 |
| 2002    | 2005    | 2006    | 2007    | 2008    | 2009    | 2010    | 2011    |
| ↘11 680 | ↘11 400 | ↘11 200 | ↘11 100 | ↘10 900 | ↘10 803 | ↘10 730 | ↘10 700 |
| 2012    | 2013    | 2014    | 2015    | 2016    | 2017    | 2018    | 2019    |
| ↘10 414 | ↘10 287 | ↘10 179 | ↘10 088 | ↘9919   | ↘9837   | ↘9796   | ↘9683   |
| 2019    | 2020    | 2021    | 2024    |         |         |         |         |
| ↗9684   | ↘9558   | ↘8527   | ↘8288   |         |         |         |         |

На 1 января 2025 года по численности населения город находился на 972-м месте из 1124 городов Российской Федерации.

## Экономика
Предприятия жд транспорта. Компрессорная станция (газ, Газпром трансгаз Ухта). НПС «Микунь» (нефть, Транснефть — Север).

## Культура

### Музей
Микуньский филиал Музея истории города Микунь ориентирован на следующие темы: история строительства Северной железной дороги, основания и развития г. Микунь как важного транспортного узла: железнодорожный узел, нефте- и газопроводы; исправительно-трудовая система МВД; людские судьбы в системе ГУЛАГа. Наиболее ценные (уникальные) коллекции музея:
- Коллекция фотографий по истории станции Микунь
- Коллекция наград ветеранов
- Личные документы жителей города
- Предметы быта 40—50-х гг. XX века
- Коллекция предметов, предоставленных предприятиями города

### Архитектура, достопримечательности
- Дом культуры был построен по проекту репрессированного художника Бориса Старчикова[25].
- Церковь Почаевской иконы Божьей Матери.
- Памятник Содружества тыла и фронта.
- На привокзальной площади установлен паровоз-памятник Л-5218.

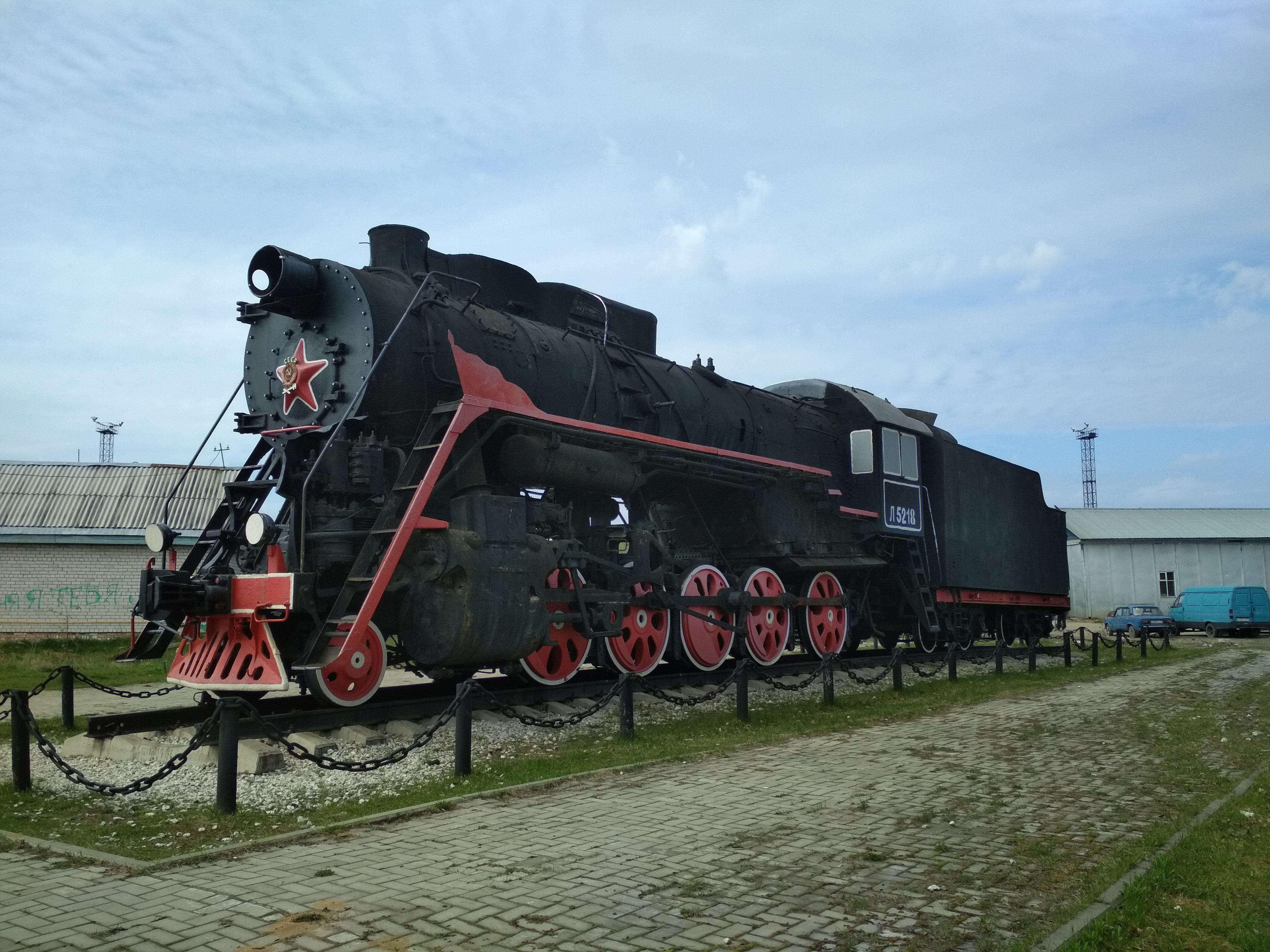
Паровоз-памятник Л-5218

## Города-побратимы
- Котлас (Россия)

## Транспорт
В Микуни расположены две железнодорожные станции: Микунь и Микунь-2. Город соединён по железной дороге с Емвой, Сыктывкаром, Вычегодским, Котласом, Урдомой.
Внутригородской и загородный транспорт представлен маршрутными автобусами и такси.
С городского вокзала регулярно отправляются автобусы в Сыктывкар, Айкино, Чёрный Яр, Усть-Вымь, Студенец.